# Robert Maveau
Robert Maveau (14 de setembro de 1944 — 25 de novembro de 1978) foi um ciclista belga. Competiu como representante de seu país nos Jogos Olímpicos de Verão de 1972, onde terminou em décimo quarto lugar na prova de 1 km contrarrelógio.